# Badumna insignis
Espèce
Synonymes
- Amaurobius insignis L. Koch, 1872
- Amaurobius robustus L. Koch, 1872
- Amaurobius praecalvus Simon, 1906
- Amaurobius australiensis Strand, 1913

Badumna insignis est une espèce d'araignées aranéomorphes de la famille des Desidae.

## Distribution
Cette espèce se rencontre en Australie et en Nouvelle-Zélande. Elle a été introduite au Japon,.

## Publication originale
- L. Koch, 1872 : Die Arachniden Australiens. Nuremberg, vol. 1, p. 105-368 (texte intégral).